# لی ئی مک‌ماهون

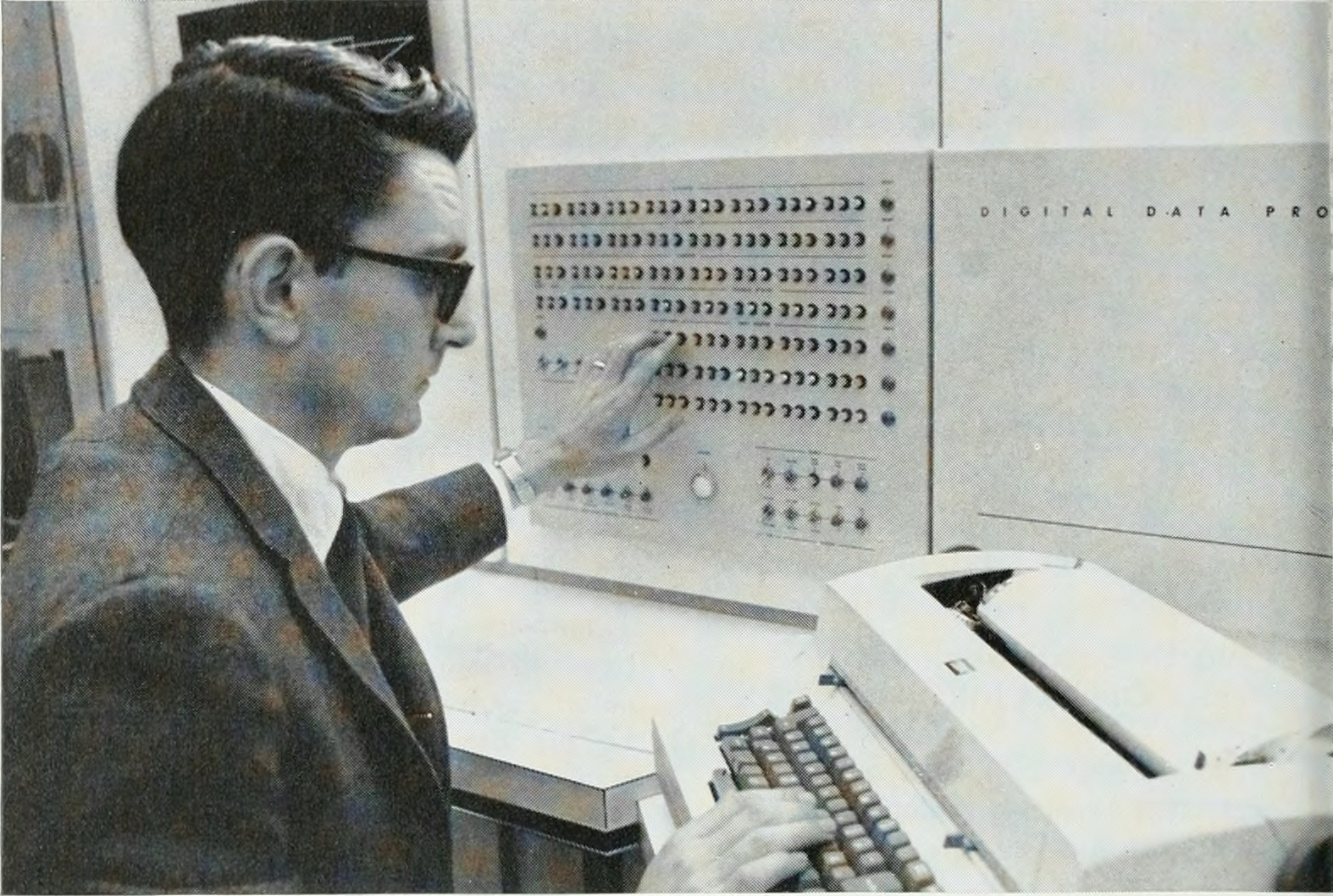
لی ئی مک‌ماهون, مهندس و دانشمند علوم رایانه - ۱۹۶۶

لی ئی مک‌ماهون (به انگلیسی: Lee E. McMahon) (زادهٔ ۱۹۳۱ - درگذشتهٔ ۱۹۸۹) مهندس و دانشمند علوم رایانه اهل آمریکا بود. او دانش‌آموخته دانشگاه سنت لوییس بود و مدرک دکترای خود را در رشته روان‌شناسی از دانشگاه هاوارد دریافت کرد. او از سال ۱۹۶۳ تا ۱۹۸۹ در آزمایشگاه‌های بل مشغول به کار بود. او به خاطر مشارکت‌هایش در نسخه‌های اولیه سیستم‌عامل یونیکس، به خصوص ویرایشگر sed شناخته می‌شود. او همچنین در توسعه ابزارهایی از جمله comm, qsort, grep, index, cref, cu, و Datakit سهیم بوده‌است. علاوه بر آن، سیستم تورنومنت مک‌ماهون را هم اختراع کرده‌است.